# Anomozancla
Anomozancla é um gênero de traça pertencente à família Agonoxenidae.